# 旭川ステーションデパート
旭川ステーションデパート（あさひかわステーションデパート）は、かつて北海道旭川市の旭川駅の地下に展開していたステーションデパートである。地上からの出入り口のほか、旭川駅のホーム間を繋いでいた地下通路から直接出入りできる地下改札口があった。

## 歴史
- 1960年（昭和35年）6月3日 - 3代目駅舎の竣工と同時に開店[2]。
- 1969年（昭和44年）7月10日 - 火災により830㎡を焼失。4名の負傷者を出す[1]もその後再建。
- 2004年（平成16年）4月30日 - 閉店[3]。44年の歴史に終止符を打つ[3]。これにより道内のステーションデパートは釧路ステーションデパートを残すのみとなったが、こちらも同年5月30日で閉店し、ステーションデパートは道内から姿を消した[5]。

## 設置されていた店舗等
「まごころステーション」という通称が存在していた
- 薬局
- 書籍・文具店
- 土産物店（後に新駅開業の際に移転オープン）
- 靴販売店
- どら焼き屋
- ロテル・ド・北倶楽部旭川駅店（ロバ菓子司[6]）
- レストラン・居酒屋（5カ所）、「駅通」や「ひと休み」等の店名で運営していた他にラーメンチェーン店の「蜂屋」も出店していた。

## 参考資料
- 「戦後の主な火災記録」（PDF）『平成21年消防年報 あさひかわ119』、旭川市消防本部、2009年12月18日、89-97頁、2015年11月2日閲覧。